# 1326년

## 연호
- 원(元) 태정(泰定) 3년
- 일본(日本) 쇼추(正中) 3년 / 가랴쿠(嘉暦) 원년
- 쩐 왕조(陳朝) 카이타이(開泰) 3년

## 기년
- 원(元) 태정제(泰定帝) 3년
- 고려(高麗) 충숙왕(忠肅王) 13년
- 쩐 왕조(陳朝) 명종(明宗) 13년

## 탄생
- 5월 1일 - 린친발 - 원나라의 10대 황제

## 사망
- 오스만 제국 황제 오스만 1세